# Кінг-Джордж (острови)
Острови Кінг-Джордж (фр. Îles du Roi Georges ,англ. King George Islands) - група островів у північній частині архіпелагу Туамоту (Французька Полінезія). Адміністративно група входить до складу комуни Такароа.

## Географія
Група складається з наступних атолів:
| № | Острів   | Площа, км² | Площа лагуни, км² | Населення, чол. (2007) | Густина, чол. /км² | Координати                                                    |
| - | -------- | ---------- | ----------------- | ---------------------- | ------------------ | ------------------------------------------------------------- |
| 1 | Ахе      | 12         | 138               | 561                    | 46,75              | 14°29′ пд. ш. 146°19′ зх. д. / 14.483° пд. ш. 146.317° зх. д. |
| 2 | Маніхі   | 13         | 160               | 818                    | 62,92              | 14°27′ пд. ш. 146°04′ зх. д. / 14.450° пд. ш. 146.067° зх. д. |
| 3 | Такапото | 15         | 85                | 472                    | 31,47              | 14°37′ пд. ш. 145°12′ зх. д. / 14.617° пд. ш. 145.200° зх. д. |
| 4 | Такароа  | 20         | 93                | 1105                   | 55,25              | 14°27′ пд. ш. 144°59′ зх. д. / 14.450° пд. ш. 144.983° зх. д. |
| 5 | Тікєї    | 4          | -                 | безлюдний              | -                  | 14°57′ пд. ш. 144°33′ зх. д. / 14.950° пд. ш. 144.550° зх. д. |
|   | Усього   | 64         | 476               | 2956                   | 46,19              | 14°32′ пд. ш. 147°08′ зх. д. / 14.533° пд. ш. 147.133° зх. д. |

## Історія
Група була відкрита в 1616 Лемером Якобом і Віллемом Схаутеном, проте на островах їм висадитися не вдалося. Сучасну назву острови отримали в 1765 році, коли англієць Джон Байрон назвав острови на честь англійського короля Георга III .